# السيدة الفولاذية
السيدة الفولاذية (بالإنجليزية: The Steel Lady)‏ هو فيلم حربي أمريكي أُنتج عام 1953 من إخراج إيفال أندريه دوبونت.

## ملخص الفيلم
تدور أحداث الفيلم حول أربعة أمريكيين تقطعت بهم السبل في صحراء شمال إفريقيا، حيث يكتشفون دبابة ألمانية مدفونة تعود إلى زمن الحرب العالمية الثانية، ويحاولون عبور الصحراء بها. لكنهم يتعرضون لهجوم من أفراد يسعون لاسترجاع مجوهرات مسروقة كانت مخبأة داخل الدبابة.

## ممثلون
- رود كاميرون
- تاب هنتر
- جون دينر
- ريتشارد إردمان
- جون أبوت
- فرانك بوليا
- أنتوني كاروسو
- كريستوفر دارك

## وصلات خارجية
- السيدة الفولاذية علي موقع IMDb
- السيدة الفولاذية علي موقع TMDB